# Eucalyptus moluccana
Eucalyptus moluccana är en myrtenväxtart som beskrevs av William Roxburgh. Eucalyptus moluccana ingår i släktet Eucalyptus och familjen myrtenväxter. Inga underarter finns listade i Catalogue of Life.

## Bildgalleri

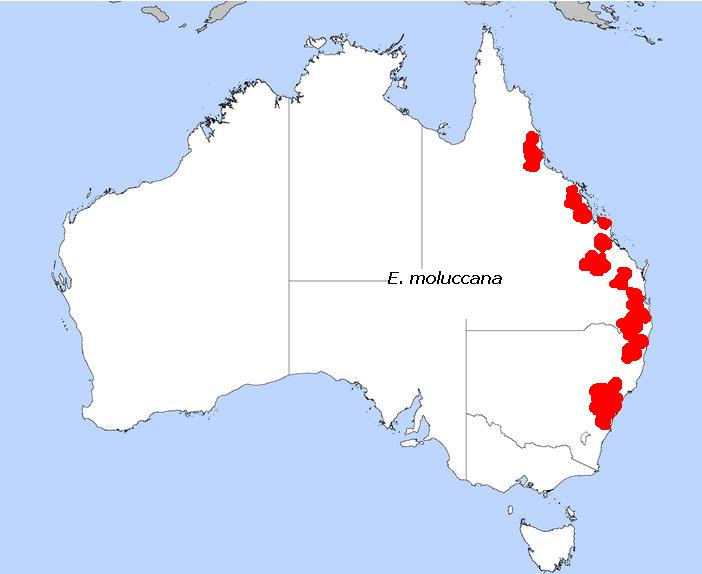
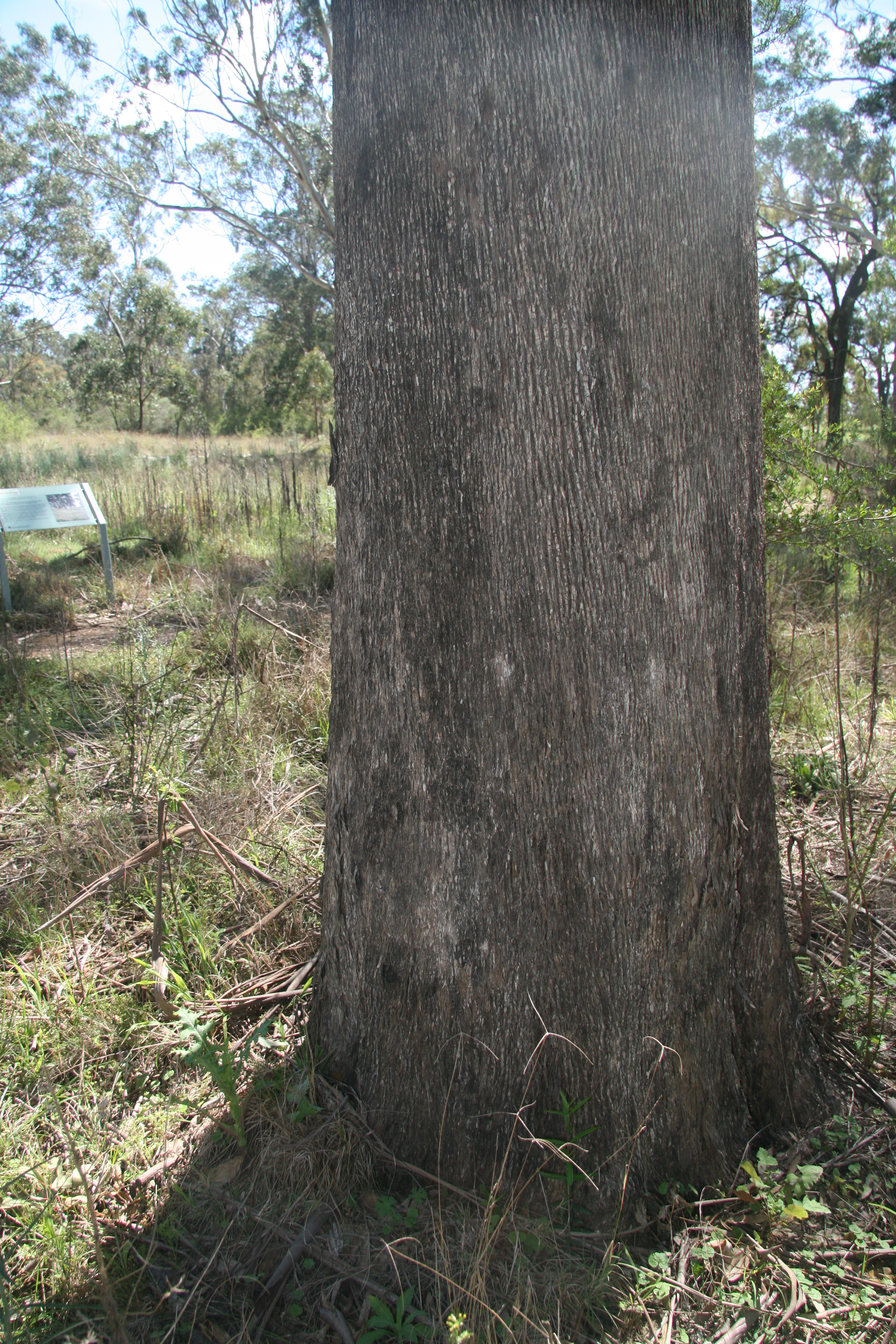
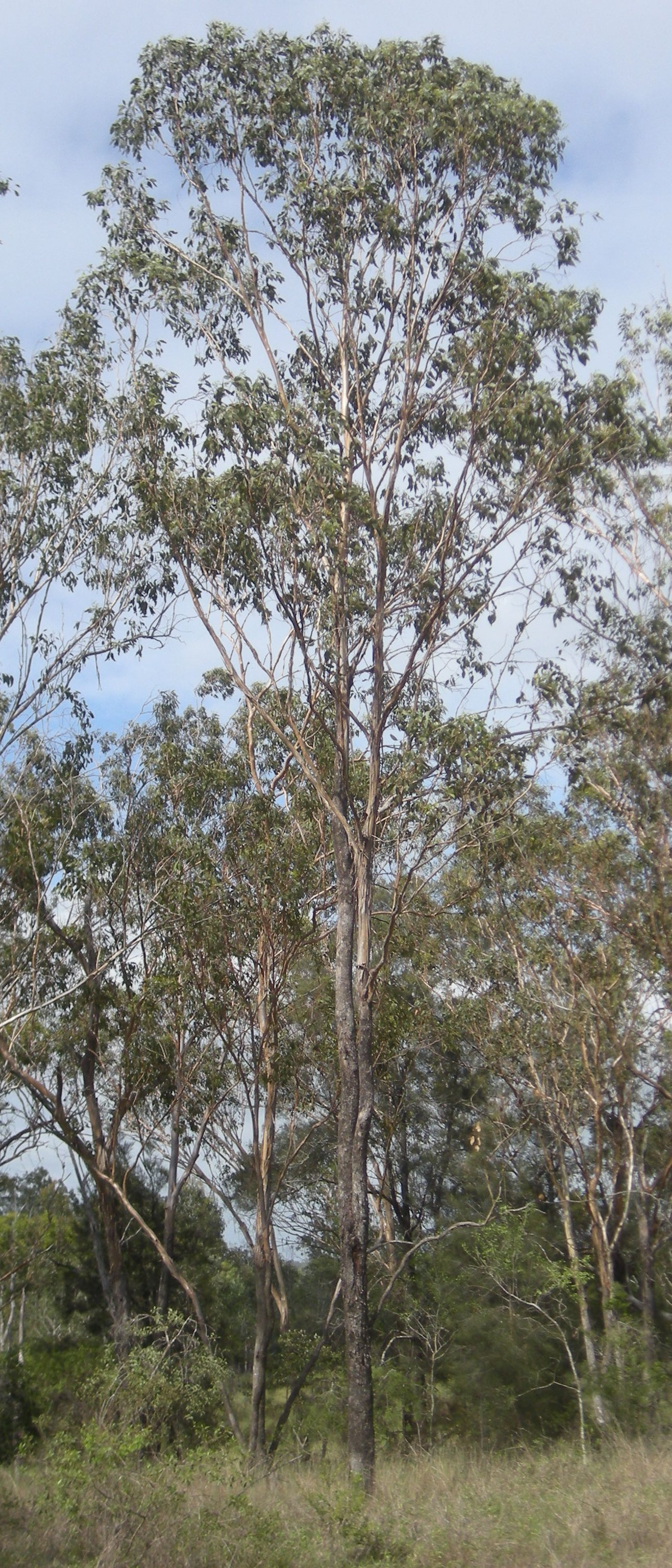
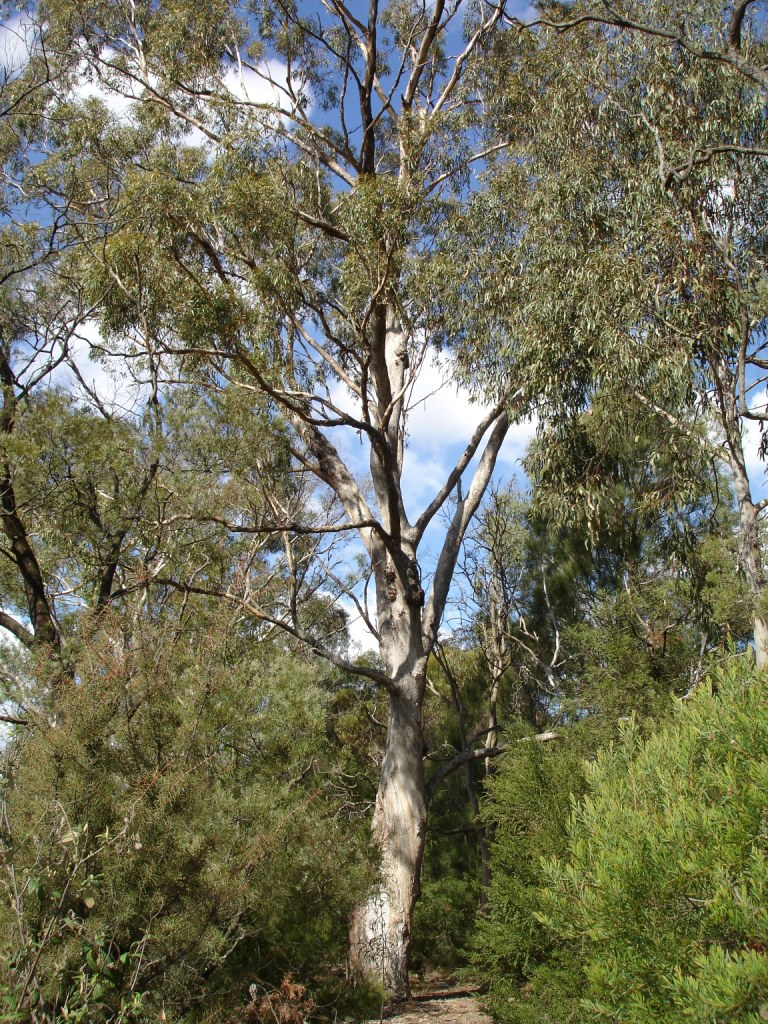